# Kanton Gondrecourt-le-Château
Gondrecourt-le-Château is een voormalig kanton van het Franse departement Meuse. Het kanton maakte deel uit van het arrondissement Commercy. In maart 2015 is het kanton opgeheven en zijn de gemeenten opgenomen in het kanton Ligny-en-Barrois.

## Gemeenten
Het kanton Gondrecourt-le-Château omvatte de volgende gemeenten:
- Abainville
- Amanty
- Badonvilliers-Gérauvilliers
- Baudignécourt
- Bonnet
- Chassey-Beaupré
- Dainville-Bertheléville
- Delouze-Rosières
- Demange-aux-Eaux
- Gondrecourt-le-Château (hoofdplaats)
- Horville-en-Ornois
- Houdelaincourt
- Mauvages
- Les Roises
- Saint-Joire
- Tréveray
- Vaudeville-le-Haut
- Vouthon-Bas
- Vouthon-Haut